# Bremerhavens voetbalkampioenschap 1909/10
In 1909/10 werd het tiende Bremerhavens voetbalkampioenschap gespeeld, dat georganiseerd werd door de Noord-Duitse voetbalbond. 
SC 04 Geestemünde werd kampioen, maar de club mocht niet meteen naar de Noord-Duitse eindronde, maar moest eerst tegen de kampioen van Bremen spelen en verloor hier van Werder Bremen. 

## 1. Klasse Unterweser
| Plaats | Club                     | Wed. | W | G | V | Saldo | Ptn |
| ------ | ------------------------ | ---- | - | - | - | ----- | --- |
| 1.     | SC 04 Geestemünde        |      |   |   |   |       |     |
| 2.     | FC Bremerhaven-Lehe      |      |   |   |   |       |     |
| 3.     | FC an der Unterweser     |      |   |   |   |       |     |
| 4.     | Eintracht Lehe           |      |   |   |   |       |     |
| 5.     | SC Sparta 01 Bremerhaven |      |   |   |   |       |     |

|  | Kampioen |

## Play-off voor de Noord-Duitse eindronde
Heen
|  |                  |       |                   |        |
|  | FV Werder Bremen | 3 – 0 | SC 04 Geestemünde | Bremen |
|  |                  |       |                   | Bremen |

Terug
|  |                   |       |                  |             |
|  | SC 04 Geestemünde | 2 – 6 | FV Werder Bremen | Bremerhaven |
|  |                   |       |                  | Bremerhaven |